# Good Loser
Good Loser (letteralmente "Buon perdente") è una saga thailandese, a tematica omosessuale, composta da due cortometraggi pubblicati rispettivamente il 25 febbraio e 20 aprile 2019.

## Trama

### Good Loser 1
Good ha recentemente fallito un importante esame per ottenere una borsa di studio negli USA e approfitta del "pacchetto turistico di recupero mentale" per visitare, per la prima volta, Bangkok. Qui incontrerà WinWin, mentre è ubriaco, che si è appena lasciato con la sua ragazza. WinWin è estremamente scortese con Good ma dopo poco perde i sensi e quest'ultimo decide di soccorrerlo portandolo nell'appartamento dove alloggia. Una volta che WinWin si è risvegliato e dopo i convenevoli del caso, quest'ultimo lascia l'appartamento per andare a cercare una camera d'albergo dove alloggiare ma, non trovandone nessuna disponibile, torna da Good per chiederli di passare la notte a casa sua. Tra i due le cose sembrano migliorare fino a quando i due si scambiano un bacio reciproco. La mattina successiva WinWin riceve un messaggio della sua ex ragazza che gli chiede di tornare insieme e per questo decide di lasciare Good per tornare da lei. Quest'ultimo è molto triste ma, dopo qualche tempo, riceve dei messaggi in cui WinWin gli dice che, nonostante tutto, non può dimenticarlo.

### Good Loser 2
Good fallisce un altro esame e WinWin lo consola portandolo in vacanza presso un campeggio. L'atmosfera è buona fino a quando Good nota che sul telefono di WinWin ci sono tantissime chiamate senza risposta da parte della madre e gli dice che dovrebbe parlare con lei. In viva voce lei lo ammonisce per aver preferito un ragazzo a una donna, tentando di far leva sull'amore che prova per lei, ma lui gli risponde che non è affar suo e che tale scelta riguarda solo lui. La mattina dopo Good decide di fare uno scherzo a WinWin nascondendogli l'acqua che quest'ultimo avrebbe dovuto utilizzare per sciacquarsi la faccia per rimuovere una lozione che si era appena spalmato sul volto ma, proprio in quel momento, nota una scritta sul terreno, composta da dei petali in cui gli viene chiesto ufficialmente un fidanzamento. Good è estremamente sconvolto dalla cosa e i due si guardano intensamente.